# イエロージャケッツ
イエロージャケッツ（Yellowjackets）は、1981年に結成されたアメリカのジャズ・フュージョン・グループ。「イエロー・ジャケット（yellow jacket）」とはスズメバチの意味を持つ。

## 来歴
ギタリストであるロベン・フォードが1978年に発表したアルバム『ギターに愛を (The Inside Story)』に、キーボーディストのラッセル・フェランテ、ドラマーのリッキー・ローソン、ベーシストのジミー・ハスリップが参加し、共演したのがバンド結成のきっかけとなる。1981年にワーナー・ブラザース・レコードと契約し、バンド名のアルバムを発表。フォードが全面参加し、合計3枚のアルバムをワーナーから発表し、1983年発表のアルバム『マリブの旋風 (かぜ)』にも数曲参加するが、これを最後にグループを脱退する。またサックス奏者のリチャード・エリオットも参加している。1985年発表の『サムライ・サンバ』からはマーク・ルッソが加入し、歌手のボビー・コールドウェルがゲスト参加している。1986年に発表の4枚目のアルバム『シェイズ』よりMCAに移籍するが、リッキー・ローソンがライオネル・リッチーのツアーのためにこのアルバムを最後に脱退し、後継にウィリアム・ケネディが加入する。1988年発表のアルバム『ポリティックス』でグラミー賞ベスト・フュージョン・パフォーマンス部門を受賞。
1990年にMCAがジャズ・レーベルGRPを買収した事により、以後GRPのミュージシャンとなる。1990年『スピン』を最後にマーク・ルッソが脱退、以後、ボブ・ミンツァーがサックスを受け持つ。このアルバムは新地に彼等を赴きコンテンポラリー･ジャズの要素を強め、ストレート・アヘッドに傾向した曲も作るようになる。
1995年に古巣のワーナー・ブラザースに戻りアルバム『ドリームランド』を発表。この期の彼等の音楽性はとてもリラックスしたものであり、流麗である。1998年発表のアルバム『クラブ・ノクターン』にはボーカリストとしてブレンダ・ラッセルやカート・エリング、ギタリストでもあるジョナサン・バトラーを起用している。1999年初めにウィリアム・ケネディが離れ、ピーター・アースキンが加入。しかし、アースキンのスケジュールのためにバンドと対立し脱退することになる。2000年はトリオとして活動し、ドラマーにはテリ・リン・キャリントンとマーカス・ベイラーをサポート・メンバーとして起用した。
2001年にヘッズ・アップ・インターナショナルへ移籍し、マーカス・ベイラーを正規に起用。ライブ・アルバム『ミント・ジャム』を発表。2006年には結成25周年記念となるアルバム『トゥエンティ・ファイヴ』を発表。2008年にはギタリストのマイク・スターンを迎えたアルバム『ライフサイクル』を発表。
2010年にはドラマーのウィリアム・“ウィル”・ケネディが復帰し、ツアーにも同行。同年10月にマック・アヴェニュー・レコードに移籍することを発表した。翌2011年に結成30周年記念としてロベン・フォードをゲストに迎えて、アルバム『タイムライン』を発表した。
2012年1月に新たにジャコ・パストリアスの息子であるフェリックス・パストリアスが加入することをアナウンスし、長年在籍していたジミー・ハスリップが脱退することになる。2013年6月にアルバム『A Rise in The Road』を発表。このアルバムではジャコがかつて使っていたベース（現在はメタリカのロバート・トゥルージロが所有）を使用しての録音となる。しかし2015年にフェリックスが1年で脱退し、同年にオーストラリア人のデーン・アルダーソンが新たに加入した。

## メンバー

### 最新ラインナップ
- ラッセル・フェランテ (Russell Ferrante) - キーボード、シンセサイザー (1977年–)
- ボブ・ミンツァー (Bob Mintzer) - サックス、バス・クラリネット、EWI (1991年–)
- ウィリアム・ケネディ (William Kennedy) - ドラム、パーカッション (1987年–1999年、2010年–)
- デーン・アルダーソン (Dane Alderson) - ベース (2015年–)

### 旧メンバー
- ジミー・ハスリップ (Jimmy Haslip) - ベース (1977年–2012年)
- リッキー・ローソン (Ricky Lawson) - ドラム (1977年–1987年) ※2013年死去
- ロベン・フォード (Robben Ford) - ギター (1977年–1983年)
- マイケル・ランドゥ (Michael Landau) - ギター (1985年)
- マーク・ルッソ (Marc Russo) - サックス (1985年–1989年)
- ピーター・アースキン (Peter Erskine) - ドラム (1999年-2000年)
- テリ・リン・キャリントン (Terri Lyne Carrington) - ドラム (2000年)
- マーカス・ベイラー (Marcus Baylor) - ドラム (2000年–2010年)
- フェリックス・パストリアス (Felix Pastorius) - ベース (2012年–2015年)

## ディスコグラフィ

### アルバム
- 『イエロージャケッツ』 - Yellowjackets (1981年、Warner Bros.)
- 『マリブの旋風 (かぜ)』 - Mirage a Trois  (1983年、Warner Bros.)
- 『サムライ・サンバ』 - Samurai Samba (1985年、Warner Bros.)
- 『シェイズ』 - Shades (1986年、MCA)
- 『フォー・コーナーズ』 - Four Corners (1987年、GRP)
- 『ポリティックス』 - Politics (1988年、GRP)
- 『スピン』 - The Spin (1989年、MCA)
- 『グリーンハウス』 - Greenhouse (1991年、MCA)
- 『イエロージャケッツ・ライヴ!』 - Live Wires (1992年、GRP)
- 『ライク・ア・リヴァー』 - Like a River (1993年、GRP)
- 『ラン・フォー・ユア・ライフ』 - Run for Your Life (1994年、GRP)
- 『ドリームランド』 - Dreamland (1995年、Warner Bros.)
- 『ブルー・ハッツ』 - Blue Hats (1997年、Warner Bros.)
- 『クラブ・ノクターン』 - Club Nocturne (1998年、Warner Bros.)
- 『ミント・ジャム』 - Mint Jam (2001年、Heads Up)
- 『タイム・スクエアド』 - Time Squared (2003年、Heads Up)
- 『ピース・ラウンド - クリスマス・セレブレーション』 - Peace Round: A Christmas Celebration (2003年、Heads Up)
- 『オルタード・ステイト』 - Altered State (2005年、Heads Up)
- 『トゥエンティ・ファイヴ』 - Twenty-Five (2006年、Heads Up)
- 『ライフサイクル』 - Lifecycle  (2008年、Heads Up)
- 『タイムライン』 - Timeline (2011年、Mack Avenue / King International(国内版))
- A Rise in the Road (2013年、Mack Avenue)
- Cohearence (2016年、Mack Avenue / King Internatonal)
- Raising Our Voice (2018年、Mack Avenue / King Internatonal)[4]
- Jackets XL + WDR Big Band (2020年、Mack Avenue / King Internatonal)
- 『パラレル・モーション』Parallel Motion (2022年、Mack Avenue / King International)